# Neopagetopsis ionah
Neopagetopsis ionah - gatunek głębinowej ryby z rodziny bielankowatych, jedyny przedstawiciel rodzaju Neopagetopsis

## Występowanie
Zimne wody półkuli południowej. Ich największą kolonię, szacowaną na 60 mln gniazd na obszarze 250 km² znaleziono 500 m poniżej pokrywy lodowej na Morzu Weddella.

## Opis
Dorasta do 56 cm długości. Żywi się głównie rybami i krylem.